# Torrent de Carançà
El Torrent de Carançà és un torrent de la comarca del Conflent, a la Catalunya del Nord, que neix en el terme de Fontpedrosa i discorre posteriorment pel límit dels de Nyer i Toès i Entrevalls. S'aboca en la Tet a prop a l'oest del barri del Bac de la població de Toès.

## Etimologia
Alguns autors han defensat la forma Querençà per a aquest topònim. Joan Coromines, en canvi, es decanta per Carançà després d'un llarg raonament en el seu Onomasticon Cataloniae. Coromines explica que aquest topònim prové d'un ètim preromà, sorotàptic, karanto (carant, canaleta molt pendent i rocosa per on salta l'aigua). Per tant, exclou del tot les propostes anteriorment explicades. Seguint el raonament de Coromines, tant Becat com el Nomenclàtor toponímic de la Catalunya del Nord avalen la forma Carançà.

## Terme de Fontpedrosa

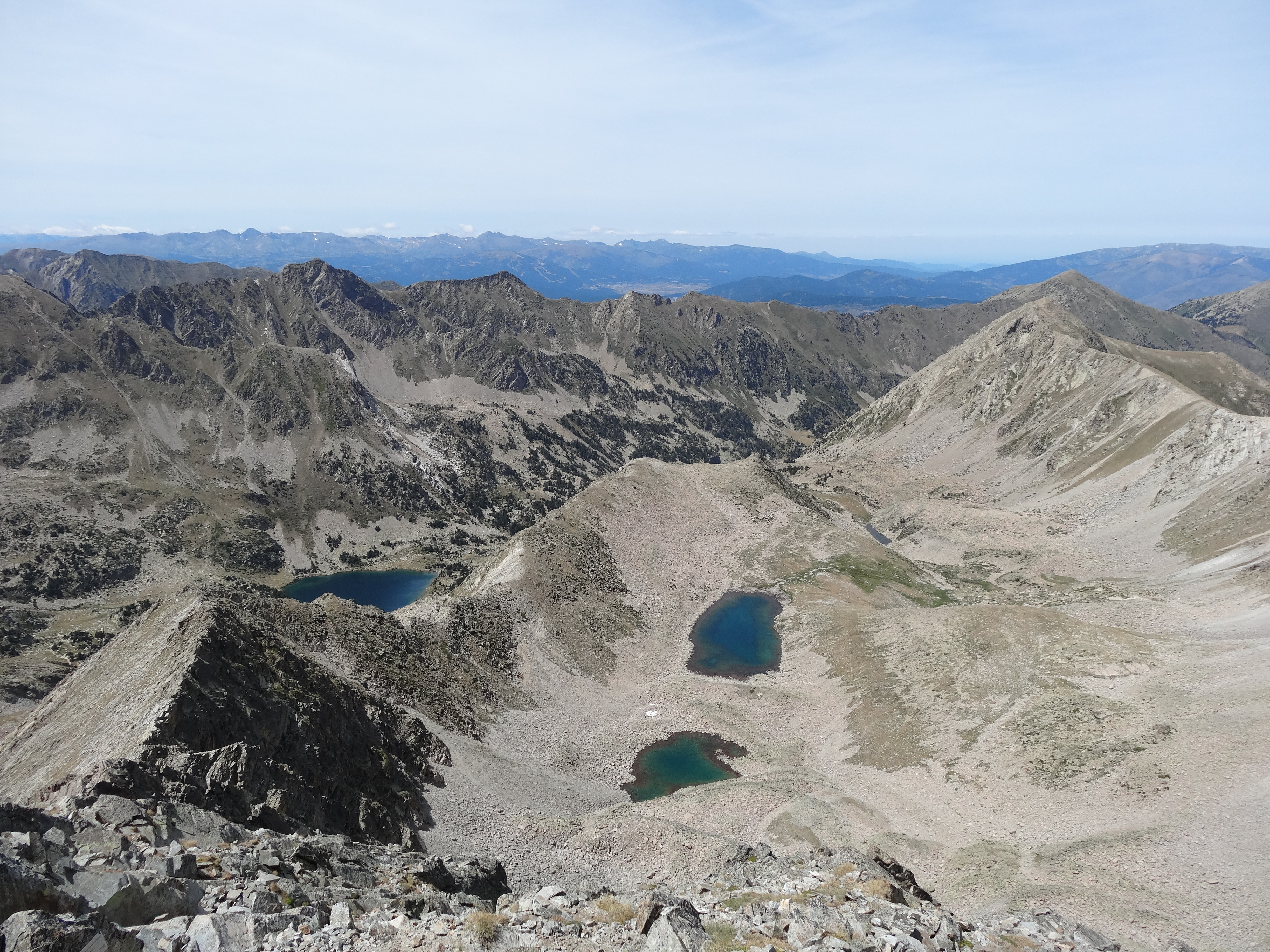
Circ on neix el Torrent de Carançà

El Torrent de Carançà neix en el circ de l'Estany Negre, en el vessant occidental del Pic dels Gorgs i del Pic de l'Infern i al nord de l'Estany Blau i dels Pics de la Vaca. El primer tram, curt, discorre d'est a oest, i de seguida s'aboca a l'Estany Negre, estany que recull també les aigües procedents de l'Estany Blau. Continua cap a ponent, però va girant progressivament format un arc fins que emprèn la direcció sud-nord, que adopta definitivament quan arriba al Planell de l'Estany, just abans d'arribar al refugi de muntanya i a l'Estany Gros de Carançà. Continuant cap al nord, arriba a un altre estany anomenat també Estany Blau, situat a llevant d'on hi havia hagut el Mener de l'Or, unes antigues mines d'or, i tot seguit a un petit estany anomenat la Basseta; encara més al nord, ran de la Cabana dels Enginyers, es troba un nou estany: la Bassa.

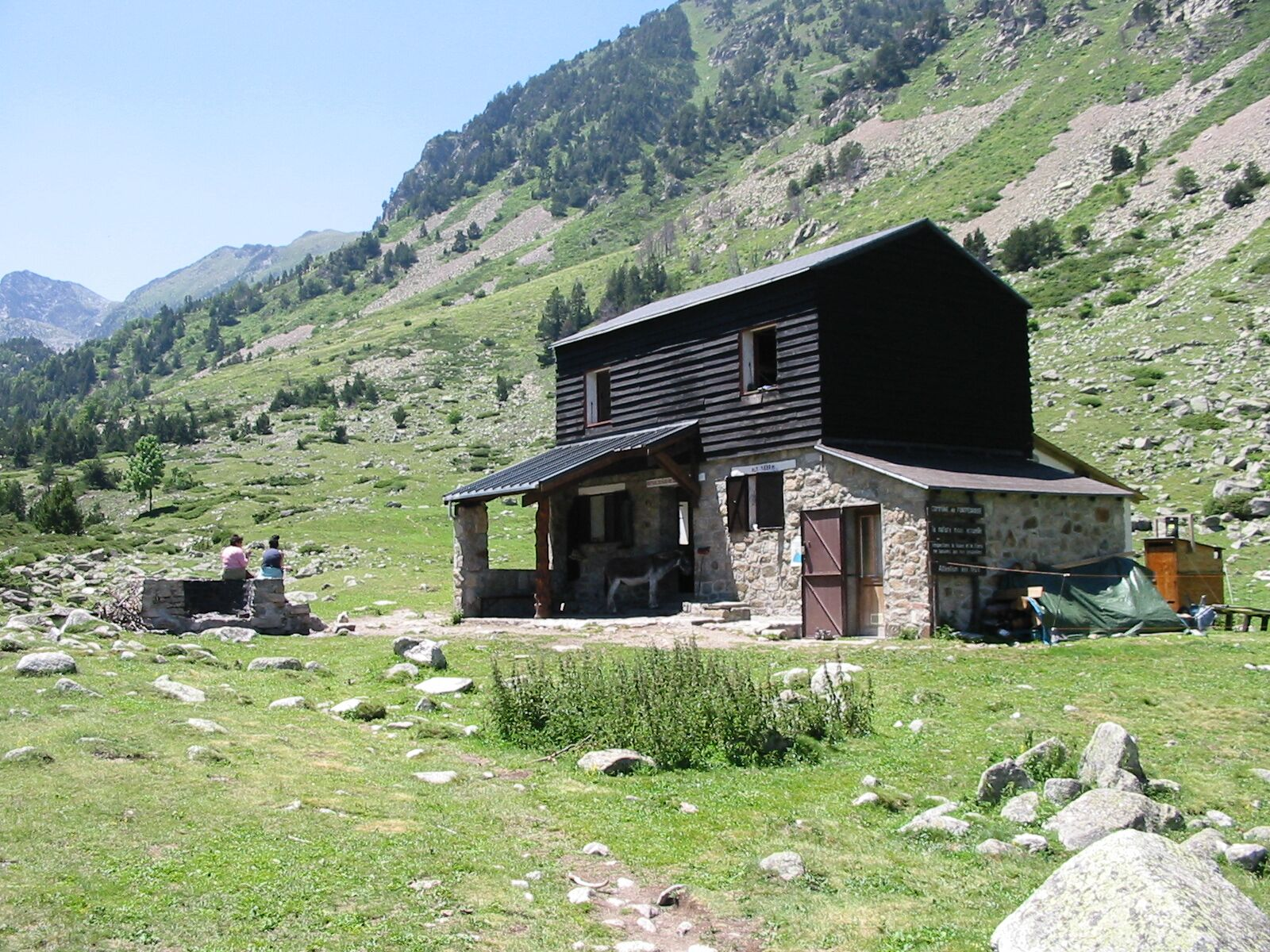
El Refugi del Ras de Carançà

En aquest darrer estany, el torrent, que en diversos trams discorre dividit en diversos braços a causa dels plans de muntanya que travessa, comença a decantar-se cap al nord-est. Així, travessa el Planell de la Bassa, on hi ha el refugi de la Cova de la Bassa, i, al capdavall, després de deixar enrere diversos salts d'aigua, rep per la dreta la Ribera de Coma Mitjana. Ja decantat clarament cap al nord-est, travessa el Ras de Carançà, on es troba el refugi d'aquest mateix nom, i on rep per la dreta la Ribera de Morens, que ve de la Coma de Bacivers, fins que arriba a la Pedra Dreta, senyal termenal entre Fontpedrosa, Toès i Entrevalls i Nyer. En aquest lloc el Torrent de Carançà surt del primer d'aquests termes i comença a fer de límit entre els altres dos. Just en aquest lloc el Torrent de Carançà rep per la dreta el Còrrec dels Clots i per l'esquerra la Canal de l'Avet.

## Límit dels termes de Nyer i de Toès i Entrevalls
A partir de la Pedra Dreta el Torrent de Carançà discorre entre els termes de Nyer (dreta, est) i de Toès i Entrevalls (esquerra, oest). A partir d'aquest punt, la vall es tanca molt més, amb parets bastant altes a banda i banda. Com ja s'ha dit, el costat dret de la vall pertany a Nyer, i l'esquerre, a Toès o Entrevalls. Així, de la riba dreta procedeix la Llisa Negra; poc després, per la dreta, el Torrent de Ribes Blanques i per la dreta el Còrrec de la Fonteta; poc després, per l'esquerra, just passat el refugi de la Balmera, el Còrrec de la Balmera, que també hi aporta els dos còrrecs de les Tors. Tot seguit, ara per la dreta, el Torrent dels Alabarders, amb el de Costa Llisa i la Canal de les Eugues; després d'algunes aportacions de breus torrents a banda i banda, rep per la dreta el Còrrec de Borgunyà, darrera afluència important procedent del terme de Nyer, mentre que per l'esquerra hi arriben el Torrent Roig i el de Campilles. Tot seguit, el terme de Toès i Entrevalls passa a ocupar els dos costats de la vall del Torrent de Carançà.

## Terme de Toès i Entrevalls

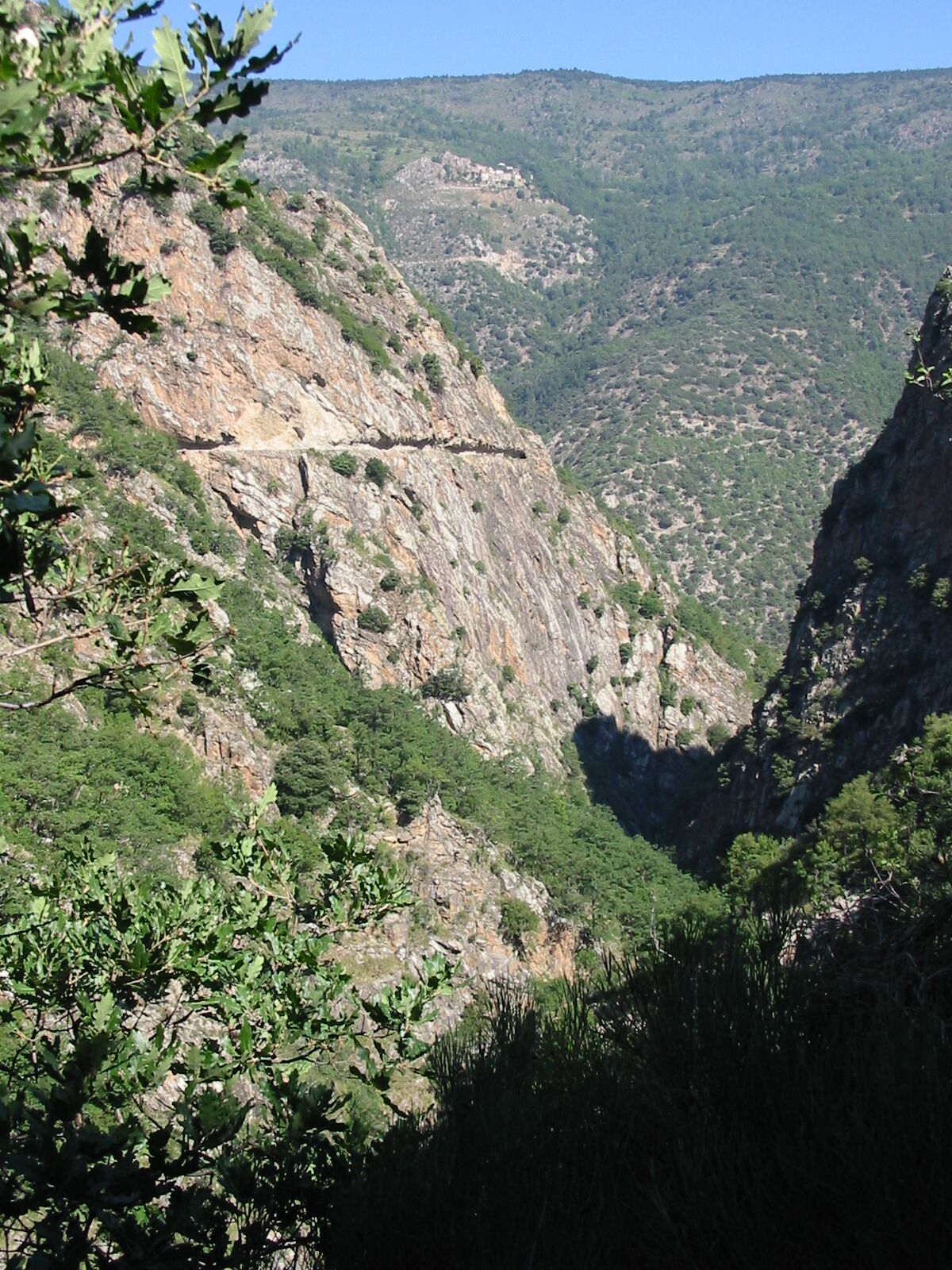
Les Gorges de Carançà

Un cop dins d'aquest terme, el Torrent de Carançà dibuixa un parell de meandres molt tancats, a més dins d'unes parets molt altes que l'emmarquen, i arriba de seguida a l'extrem sud-est de les Gorges de Carançà, al lloc anomenat l'Abeurador, on arriben per la dreta el Canal Gros, amb el Canal de Bardot, després el Canal de la Guilla i tot seguit el Còrrec del Camp del Bosc, després del qual es troba la resclosa que regula l'aigua de les gorges i, per l'esquerra, el Torrent del Bosc d'en Roig.

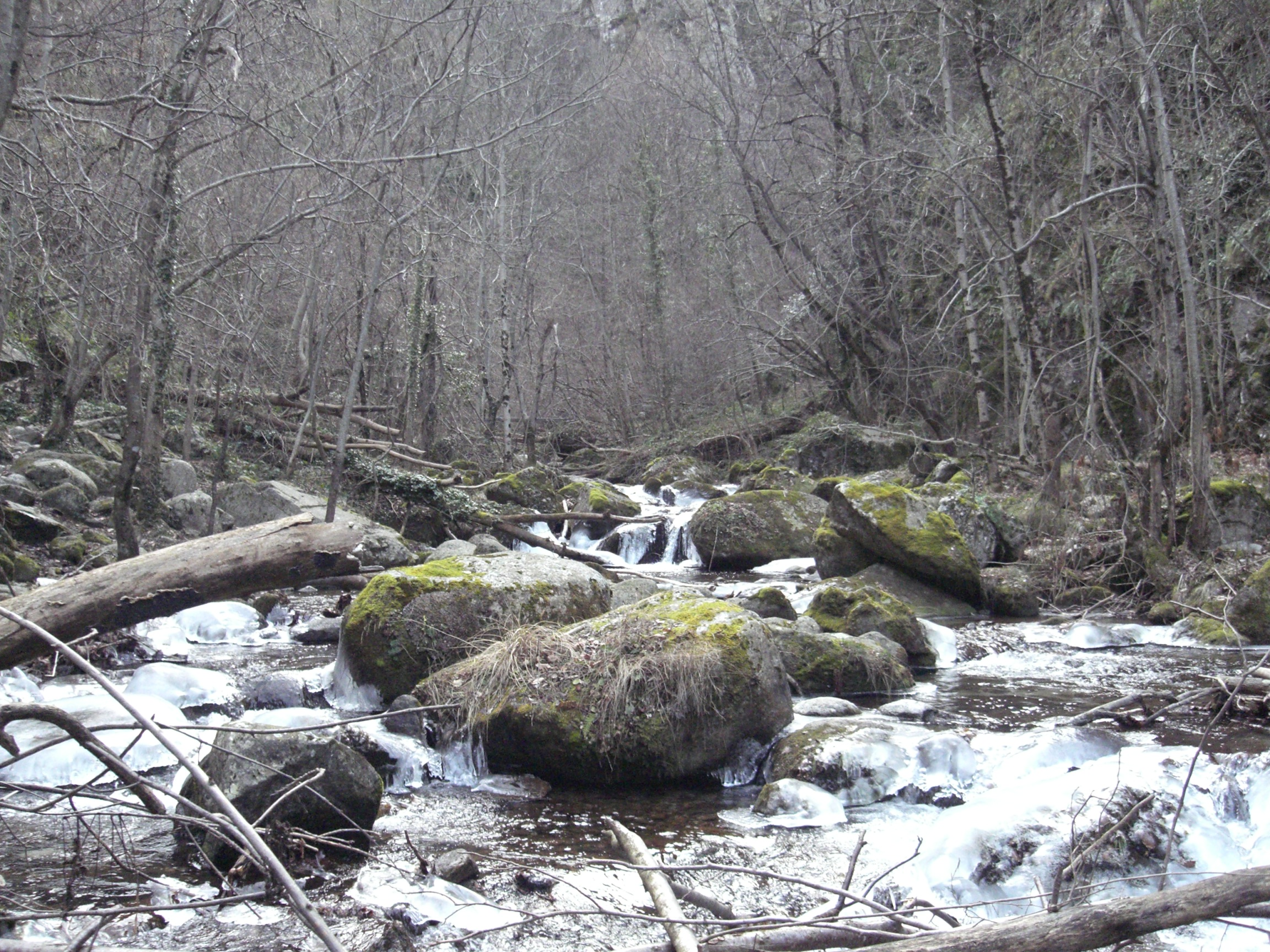
El Torrent de Carançà al nivell de les gorges

Tot seguit, l'estret pas de les Gorges de Carançà marca un recolze, atès que comença discorrent de sud-est a nord-oest i de seguida gira per tal d'anar de sud a nord. A mitges gorges hi ha el Salt del Lindo i el Roc de la Foradada, després el Salt del Pobre i, en arribar al Roquetàs, deixa l'engorjat per tal d'arribar a prop ja del nucli de Toès, al lloc de les Ribes de la Gorja. Deixa a la dreta el barri del Bac, del poble de Toès, i s'aboca en la Tet.

## Llegenda
El Torrent de Carançà i el riu proper del Cadí apareixen en segon pla a la llegenda de la fundació de Sant Guillem de Combret, ermita situada a l'altre costat del Massís del Canigó: vers l'any 600, les muntanyes del Canigó eren poblades d'encantades (fades) que vivien en un palau situat a la vall del Cadí. Ningú no podia entrar en aquella vall, que era protegida per un drac. Quan les fades rentaven la roba, la muntanya es cobria amb núvols negres i espessos, i s'abatien damunt de tota la zona, així com a tot el Rosselló i l'Empordà tempestes de calamarsa. Cap humà no podia viure en aquests contrades desolades. En aquesta època, un sant home anomenat Guillem, cercant de retirar-se del món, va pujar a les muntanyes per tal de trobar un lloc on instal·lar-se. Això provocà la còlera de les fades, que van desencadenar cataclismes: tempestes, incendis, terratrèmols... Sant Guillem prosseguí el seu camí i va arribar fins a les envistes de la vall prohibida, on fou atacat pel drac. El sant de primer va voler fugir, però fou ajudat per un àngel, que li donà una espasa. Sant Guillem s'afrontà al drac i el va vèncer, fent-lo caure en un precipici, cosa que va fer fugir les fades. Aquestes es refugiaren a les valls reculades del Cadí i de Carançà, cosa que va permetre a Guillem de fundar el seu ermitage.